# Xenosaurus rectocollaris
Xenosaurus rectocollaris là một loài thằn lằn trong họ Xenosauridae. Loài này được Smith & Iverson miêu tả khoa học đầu tiên năm 1993.